# Мохаммед бін Сулейман аль-Машар
Мухаммад Сулейман Мухаммад Аль-Машар, Мохаммед Сулайман Альмусгер Альжебрін (араб. محمد سليمان محمد المسهر, англ. Mohammed bin Suleiman al-Mashar, фр. Mohammed Bin Suliman Almussher) (28 травня 1963) — саудівський дипломат. Надзвичайний і Повноважний Посол Королівства Саудівська Аравія в Україні (з 2020).

## Життєпис
Народився 28 травня 1963 року. Отримав бакалавра політичних наук в Університеті короля Сауда. Закінчив аспірантуру Інституту дипломатичних студій. Прослухав багато навчальних курсів у галузі дипломатичної та адміністративної роботи. Володіє арабською та англійською мовами.
Працював заступником директора Генерального управління з питань двосторонніх економічних відносин МЗС Саудівської Аравії; 
Директором департаменту планування та розвитку людських ресурсів МЗС Саудівської Аравії; 
Був в.о. тимчасового повіреного у посольстві Королівства Саудівська Аравія в Малі, Бамако.
З 2 липня 2013 по 5 серпня 2019 рр. — Надзвичайний і Повноважний Посол Королівства Саудівська Аравія в Камеруні, Яунде.. 
7 листопада 2013 року вручив вірчі грамоти Президенту Камеруну Полу Бія.
З 8 березня 2020 року — Надзвичайний і Повноважний Посол Королівства Саудівська Аравія в Україні, Київ.
30 липня 2020 року вручив вірчі грамоти Президенту України Володимиру Зеленському.